# Mado Gashi
Mado Gashi är en ort i distriktet Isiolo i provinsen Östprovinsen i Kenya. År 1999 hade staden 1 225 invånare. Den ligger inte i närheten av några större städer, men har vägförbindelser till Isiolo (175 km väst), Wajir (155 km nordväst) och Garissa (155 km syd).
Staden har en landningsbana för flygplan, som emellertid saknar asfaltering.